# Bandeira de Marabá
A bandeira do município de Marabá é um dos três símbolos oficiais de Marabá. É composta pelo encontro de duas faixas amarelas na diagonal que formam um "y" e uma estrela no encontro das faixas, adotando a forma vexilológica de  pairle, com proporções na base 7:10 e três cores (verde, amarelo e prata). Foi instituída em 27 de Outubro de 1923 na cerimônia de entrega do título de município.

## Simbolismo
A simbologia oficial estabeleceu que as formas da bandeira de Marabá estariam de acordo com a geografia da sede do município. As cores Verde e Amarelo foram escolhidas para sempre estarem em consonância com as cores da bandeira do Brasil.
Segundo a simbologia vexilológica oficial a cor verde Verde simboliza a floresta, fonte de grande riqueza nos primórdios da ocupação territorial municipal. O Amarelo das faixas que estão em forma semi-pairle simboliza os rios que foram por muito tempo uma grande fonte de riqueza e única via de transporte de Marabá, tendo a sede municipal surgido em função dos rios Tocantins e Itacaiunas. A estrela Prateada simboliza a sede municipal margeada pelos dois rios.

## Retificação
No ano de 2000 surgiu uma versão inversa da bandeira municipal, que foi publicada em mapas municipais que seriam destinados às escolas públicas da rede de ensino de Marabá. De início não houve atenção quanto ao erro presente no mapa, inclusive passando a ser utilizada, de forma equivocada, a versão errada da bandeira. Somente em 2010 uma comissão legislativa foi formada para apresentar uma solução definitiva ao erro, gerando um relatório de uma consulta heraldo-vexilológica de verificação e retificação da bandeira.

## Outras versões
Com o desenvolvimento de propostas emancipacionistas dentro do território paraense, no caso de Marabá mais especificamente a região sul do estado, e o posterior Plebiscito sobre a divisão do estado do Pará, surgiu a proposta de bandeira para Carajás. Foi desenhada pelo artista plástico Rildo Brasil, por encomenda do então presidente da câmara de Marabá, Miguel Gomes Filho, em 1989, para servir de símbolo para as deliberações do 1º Congresso de Vereadores do Sul do Pará. Sua autoria é registrada em cartório. A bandeira proposta para Carajás se caracteriza pela adoção das cores da Bandeira do Brasil, e inspiração nas linhas, formas e cores da bandeira de Marabá.